# Stara Kiszewa
Stara Kiszewa (kašubsky Stôrô Cziszewa, německy Alt Kischau) je vesnice v Polsku, v Pomořském vojvodství, v okrese Kościerzyna. Tvoří samostatnou gminu Stara Kiszewa.

## Název
Název obce pochází z mužského jména Kiss a v průběhu staletí se měnil — od nejstarší podoby Kissow, přes Vela Kyssewa a Kissawa Stara (odtud i německý název Alt Kischau), až po dnešní podobu Stara Kiszewa.
Obec je pod latinizovaným názvem villa Vela Kysseva zmíněna v latinském dokumentu vydaném v Lubini roku 1281, podepsaném pomořským vévodou Mściwojem II.

## Historie
První známky osídlení území dnešní obce pocházejí přibližně z roku 1500 př. n. l., kdy oblast obývali lidé východopomořanské kultury. Dokládají to archeologické nálezy v okolí hradu Kiszewski — konkrétně pohřebiště s tzv. popelnicovými hroby, objevené ve druhé polovině 19. století.
Stara Kiszewa získala dočasně městská práva v roce 1342, ztratila je roku 1454, kdy byla přidělena Řádu německých rytířů (do 1466, ale nedostala jich zpět).
V roce 1664, po druhé švédské válce, byla vesnice těžce poškozena.
Dne 19. září 1772 se obec v důsledku prvního dělení Polska stala součástí Pruska. Sčítání lidu provedené v té době ukázalo, že ve Staré Kiszewě žilo 21 rolníků, z nichž pět byli němečtí evangelíci.
V letech 1975–1998 byla vesnice součástí Gdaňského vojvodství.

## Galerie

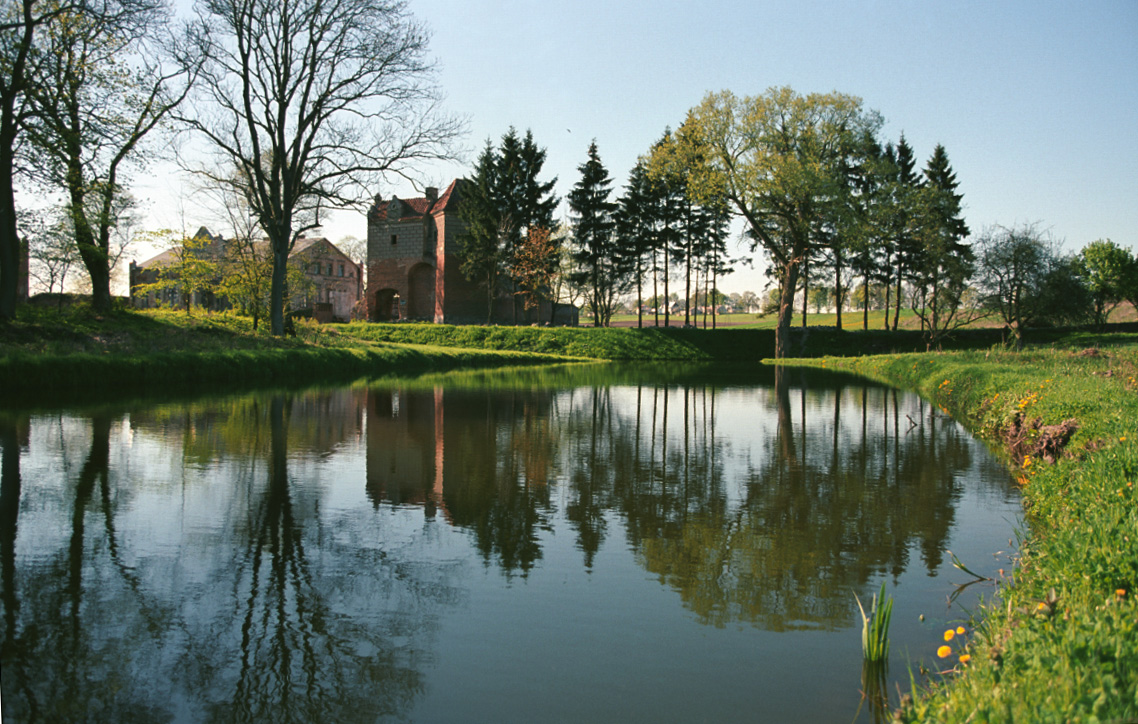
Zámek v vesnicí Stara Kiszewa

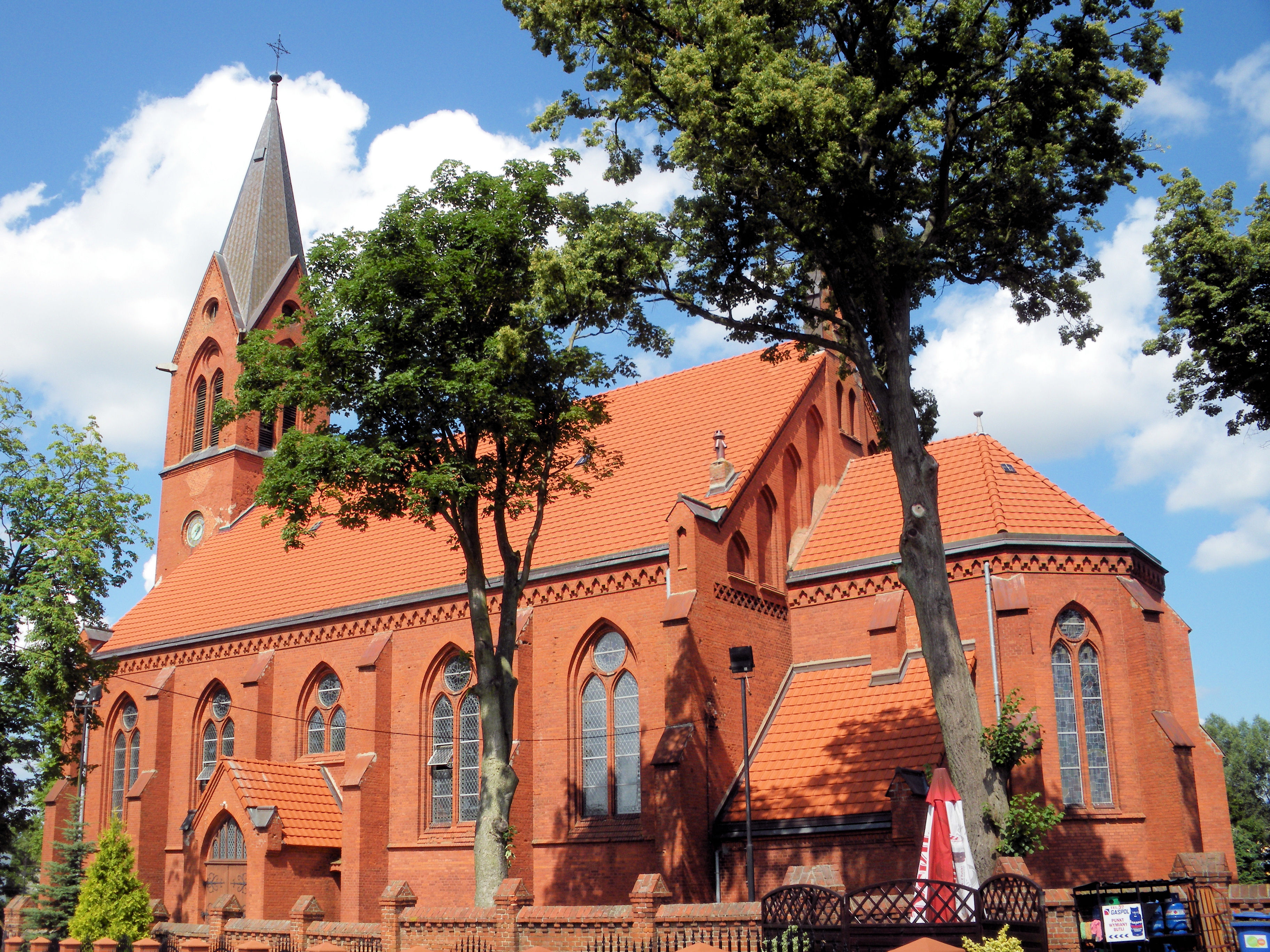
kostel v vesnicí

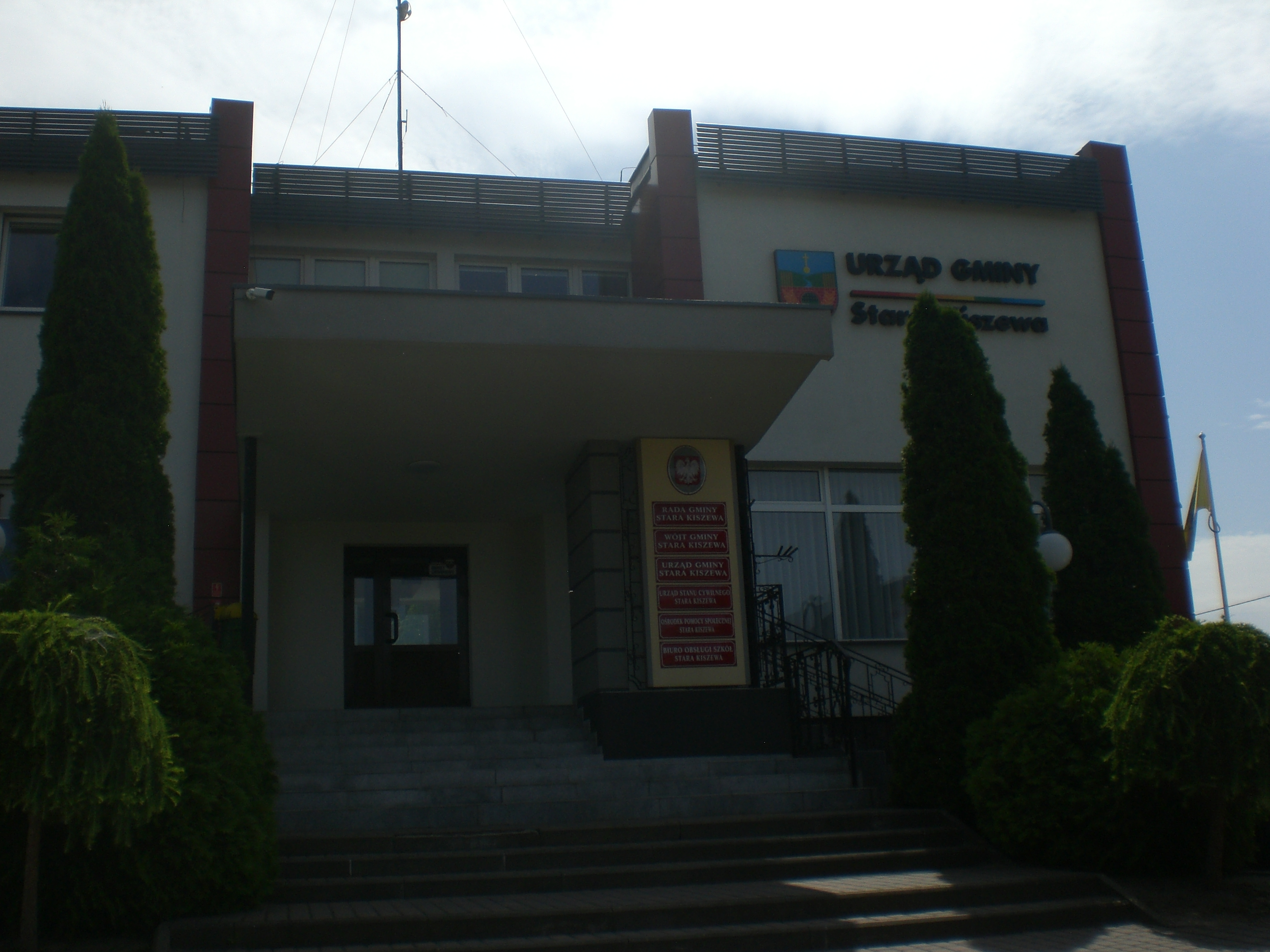
úřad gminy Stara Kiszewa